# Ахсартагката
Ахсартагката  (осет. Æхсæртæггатæ) — один из трёх родов, являющих собой эпический народ нартов. Кроме Ахсартагката существуют нартские роды Алагата и Бората. Все три нартских рода живут на одном горном склоне в трёх разных селениях: «Верхние Нарты» принадлежат роду Ахсартагката, «Средние Нарты» — роду Алагата и «Нижние Нарты» — роду Бората. Род Ахсартагката владел тайным и чудодейственным хатским языком, который не понимали остальные нартские роды.
В осетинском нартовском эпосе Ахсартагката являются заклятыми врагами Бората:

«Ахсартагката и Бората трижды истребляли друг друга. Бывало, в каждом роду оставалось по одному человеку, затем снова разрасталась фамилия, но вражда между ними не прекращалась».

Третий нартский род Алагата играет объединяющую роль всего нартовского народа. Несмотря на то, что Ахсартагката и Бората постоянно враждуют между собой, тем не менее, они регулярно собираются на совместные трапезу и пиршества в доме рода Алагата.
Характерной чертой рода Ахсартагката является доблесть, сила и щедрость:

«Когда Ахсартагката после набегов возвращаются с добычей, они тут же проедают её, раздают и без предусмотрительной Сатаны, хозяйки их дома, часто оставались бы ни с чем. Об их богатстве, как таковом, нигде ничего не говорится, зато их воинские доблести превозносятся торжественно и многократно».

Несмотря на свою доблесть, Ахсартагката, чтобы отомстить своим кровникам, иногда применяют подкуп. В нартском эпосе есть рассказ, как некоторые нарты из рода Ахсартагката пытались подкупить покровителя домашнего очага Сафа, воспитанником которого был Крым-Султан. Желая отомстить своему кровнику Урызмагу, отцу Крым-Султана, они обращаются к Сафа, чтобы тот за большой выкуп отдал им его.

"Сын Урызмага был воспитанником Сафа и жил у него на небе. Однажды Ахсартагката навьючили на лошадей три вьюка золота и привели их на небо для подкупа Сафа, чтоб он им позволил отомстить за кровь и убить своего питомца, сына Урызмага Крым-Султана. Когда Ахсартагката сказали о своём намерении Сафа, то он сильно на них разгневался и прогнал их. Они вернулись назад и встретили на дороге сына Сафа — Закусса. Он спросил Ахсартагката, где они были. Те ему ответили, что были у Сафа, привели ему трёх навьюченных мулов и просили, чтоб он позволил им убить своего питомца — сына Урызмага. Но Сафа, разгневавшись, прогнал их. Тогда Закусса сказал Ахсартагката: «Дайте мне ваши три вьюка золота, и я вам дам убить сына Урызмага» .

Родоначальником рода Ахсартагката является Ахсартаг — сын Уархага и Сайнагон. Род Ахсартагката славится прославленными нартовскими героями Урызмагом, Хамыцом, Сосланом, Батрадзом и красавицей Шатаной. Подвигам этих героев посвящена большая часть осетинского нартовского эпоса.

## Источник
- Ж. Дюмезиль, Осетинский эпос и мифология, Владикавказ, «Наука», 2001.

- Дзадзиев А. Б., Этнография и мифология осетин, Владикавказ, 1994, с. 33 — 34, ISBN 5-7534-0537-1

- Нарты. Осетинский героический эпос, М., «Наука», Главная редакция Восточной литературы, 1989, ISBN 5-02-016996-X